# أوريليو مويانو
أوريليو مويانو (بالإسبانية: Aurelio Moyano)‏ هو لاعب كرة قدم أرجنتيني، ولد في 1 أغسطس 1938 في قرطبة في الأرجنتين، وتوفي في 3 يوليو 2020 في آكس أون بروفانس في فرنسا. لعب مع نادي أجاكسيو ونادي كان.